# Agaporomorphus knischi
Agaporomorphus knischi är en skalbaggsart som beskrevs av Zimmermann 1921. Agaporomorphus knischi ingår i släktet Agaporomorphus och familjen dykare. Inga underarter finns listade i Catalogue of Life.